# Musikhochschule Shanghai
Die Musikhochschule Shanghai (chinesisch 上海音乐学院, Pinyin Shànghǎi Yīnyuè Xuéyuàn) ist die älteste Musikhochschule in China.

## Geschichte
Die Musikhochschule Shanghai bzw. das Konservatorium Shanghai geht auf die Nationale Berufsakademie für Musik Shanghai zurück, die Cai Yuanpei am 27. November 1927 gründete. Erster Leiter war Xiao Youmei (蕭友梅; Hsiao Yiu-mei), der am Leipziger Konservatorium studiert hatte und an der Universität Leipzig bei Hugo Riemann promoviert wurde.

## Absolventen
(Auswahl)
- Lü Ji – Komponist
- Muhai Tang
- Yuan-Qing Yu
- Li Wei Qin
- Liu Fang
- Jian Wang
- Zhou Yi
- Jiaxin Cheng
- Rui Shi Zhuo
- Yang Erche Namu
- Liang Geng
- Jampa Tsering
- Wang Jianzhong – Komponist und Pianist